# Julián Uribe
Julián Uribe Rivas (* 1789 in Concepción, Chile; † Ende 1815 im Südatlantik) war ein chilenischer Geistlicher, Militär und Politiker. Als Mitglied der Junta de Gobierno regierte er 1814 das Land.

## Lebenslauf
Julián Uribe Rivas wurde als Sohn von Francisco Uribe und Javiera Rivas geboren. Wie sein Bruder Juan José ließ sich Julián Uribe zum Priester weihen, seinen Feinden zufolge aus rein wirtschaftlichen Gründen. Beide Brüder waren entschiedene Vertreter der Unabhängigkeit Chiles. Radikal in seinen Ansichten, schloss sich Julián im Bürgerkrieg den Brüdern Carrera an.
Im März 1813 machten sich Expeditionstruppen des spanischen Vizekönigreichs Peru unter Führung des Brigadiers Antonio Pareja auf den Weg mit dem Ziel, die Revolution in Chile niederzuschlagen. José Miguel Carrera übernahm auf chilenischer Seite den Oberbefehl über das Heer und stellte die Invasoren bei Yerbas Buenas, San Carlos und Talcahuano. Carrera erreichte Concepción am 25. Mai 1813 und übertrug den Befehl über die Stadt einer Junta bestehend aus Uribe, einem weiteren Geistlichen, Salvador Andrade, und dem Verwalter Santiago Fernández.
Nach der Verstärkung seiner Truppen zog Carrera mit seinem Heer nach Chillán, um die Stadt zu belagern. Als die Belagerung zu Ende war, planten die Königstreuen einen Aufstand in Concepción, das militärisch nur mehr schwach besetzt war.
Am 13. August deckte der Hauptmann der Stadtfestung, Pedro Nolasco Vidal, die Verschwörung auf, und die Junta von Concepción unternahm eilig Maßnahmen, um die Innenstadt zu schützen. In den Erinnerungen des späteren Obersten und Kriegsministers Vidal von 1854 wird Uribe „vornehme Charakterfestigkeit und großes Handeln“ bei der Vorbereitung und Verteidigung der Stadt bescheinigt.
Im Januar 1814 wurde Carrera als Oberbefehlshaber von Bernardo O’Higgins abgelöst. Er wandte sich nach Santiago de Chile, in der Absicht, die Macht wiederzuerlangen. Julián Uribe folgte ihm nach kurzer Zeit.
Am 23. Juli 1814 putschten die Carreras. Um drei Uhr morgens dieses Samstags nahm Miguel Ureta (ein Verwandter der Carreras) die Grenadier-Kaserne ein, Toribio Rivera die der Dragoner. Julián Uribe hatte sich auf dem Landsitz der Carreras an die Spitze von 15 oder 20 Landarbeitern gesetzt; bewaffnet mit Karabinern und Pistolen übernahmen sie die Artilleriekaserne der Hauptstadt; auf Widerstand trafen sie nicht, da der Befehlshaber der Kaserne mit den Putschisten sympathisierte. Hilfstruppen aus den Vereinigten Provinzen des Río de la Plata, die am Vorabend in Santiago eingetroffen waren, blieben in der Kaserne von San Pablo unter Führung von Juan Gregorio de Las Heras und verhielten sich neutral.
Als die Kaserne unter seinem Befehl war, ließ Uribe die Kanonen auf die Plaza und einige Nebenstraßen bringen, gleichzeitig schickte er bewaffnete Einheiten los, um den Director Supremo, Francisco de la Lastra und seine Gefährten, den Armeechef Mackenna und den regierenden Bürgermeister, Antonio José de Irisarri, festzunehmen.
Der Staatsstreich vollzog sich innerhalb einer halben Stunde. Im Morgengrauen setzte sich José Miguel Carrera an die Spitze der Bewegung. 
Carrera errichtete eine Regierungs-Junta, der er selbst vorsaß, und in der außer ihm noch Uribe und Manuel Muñoz Urzúa saßen. Die Mitglieder der abgesetzten Regierung flohen nach Süden und schlossen sich O’Higgins an, der die Regierungsmacht zurückerobern wollte. Unterdessen errichtete Carrera mit tatkräftiger Unterstützung von Uribe eine Schreckensherrschaft in der Stadt und bereitete sich auf den Widerstand gegen O’Higgins vor. 
Am 11. August 1814 wurde Uribe zum ersten Militärvikar Chiles berufen, wobei er sein Stimmrecht in der Junta aber behielt.
Am 26. August besiegte Luis Carrera die Truppen von O’Higgins in der Schlacht von Las Tres Acequias. Während der Kämpfe patrouillierte Uribe mit einer Reitertruppe die Straßen von Santiago, den Säbel unter dem Priesterkleid tragend, um die Ruhe in der Stadt zu bewahren. 
Gegen Abend empfing er die Nachricht vom Sieg. Uribe befahl, die Kirchenglocken läuten zu lassen und Lichter in allen Häusern anzuzünden. Während der ausgelassenen Feierlichkeiten kam es zu Gewaltakten an politischen Gegnern und Gefangenen.
Bald überlagerte die prekäre Lage im Unabhängigkeitskrieg die innerchilenischen Konflikte. Am 13. August 1814 war ein königstreues Heer unter Führung von Mariano Osorio in Talcahuano aufgebrochen. Am Ende des Monats erreichte Hauptmann Pasquel, bevollmächtigter Unterhändler von Osorio Santiago; Uribe ließ ihn in Verletzung des Kriegsrechts einsperren. Angesichts des Angriffs der Spanier entschied sich O’Higgins die neue Junta anzuerkennen, bat aber Carrera im Gegenzug, sich von seinen untragbaren Gefährten Urzúa und Uribe zu trennen. Carrera lehnte dies ab, woraufhin O’Higgins vergebens darauf bestand, er möge sich doch wenigstens von Uribe trennen und ihn durch den Geistlichen Isidro Pineda ersetzen.
Unterdessen marschierte Osorio auf Santiago zu, wo Uribe und Urzúa zu verschärften Maßnahmen griffen. Besondere Abscheu erregte das Vorgehen gegen den königstreuen Bürger Romualdo Antonio Esponda, der dabei ertappt wurde, heimlich eine Fahne vorzubereiten, um Osorio zu begrüßen. Er wurde festgenommen und am 30. September mit nacktem Oberkörper auf einem Esel durch eine Militärparade getrieben und dann in Anwesenheit der Bevölkerung mit 200 Peitschenhieben bestraft. Diese Strafe diente später den Königstreuen als Vorwand, um ihrerseits Gräueltaten zu rechtfertigen.
Als erste Anzeichen für die Niederlage der Unabhängigkeitstruppen in der Schlacht von Rancagua eintrafen, erließ Uribe Befehl, die Stadt zu räumen und alle Waffen und Pferde der Stadt im Präsidentenpalast La Moneda zu sammeln. Das löste bei den Bewohnern, die von der Niederlage noch nichts wussten, eine Panik aus. Die Pläne zur Verteidigung Santiagos wurden aber bald aufgegeben. Uribe floh, wie die Brüder Carrera und viele andere Familien der Unabhängigkeitsbewegung nach Mendoza in Argentinien, wo sie am 17. Oktober eintrafen.
General José de San Martín, der die Provinz beherrschte, hatte die Wahl, welchen der chilenischen Freiheitskämpfer er zum Verbündeten nehmen wollte. Er entschied sich für O’Higgins und befahl die Truppen von Carrera zu entwaffnen und ihn mit seinen Gefolgsleuten, darunter Uribe, nach Buenos Aires zu bringen.
Bei der Ankunft dort fanden sie die Unterstützung von General Carlos María de Alvear, der sich gegen San Martín zum Director Supremo der Provinz Río de la Plata ausrief. Carrera suchte indes Unterstützung, um als chilenischer Regierungschef anerkannt zu werden und eine Expedition nach Coquimbo zu beginnen und so den Kampf aufzunehmen. Uribe entwarf einen Plan, die Spanier in Chile und an der Pazifikküste anzugreifen. 
Mit Hilfe des Abenteurers und Kapitäns Andrés Barrios sollte der Plan umgesetzt werden, per Schiff die Spanier empfindlich zu treffen. Uribe konnte die Unterstützung des argentinischen Flottenkommandanten, Guillermo Brown, gewinnen, der dem Unternehmen noch ausgemusterte argentinische Schiffe beisteuerte. Neben Chilenen waren auch Männer aus anderen Nationen bereit mitzufahren.
Die Abreise verspätete sich durch politische Umwälzungen in Argentinien, wo Alvear sich einer Reihe von Gegnern gegenübersah. Carreras war währenddessen in die USA gereist. 
Im September 1815 erhielt Barrios schließlich das Fahrtpatent der Regierung; im letzten Augenblick wurde er allerdings durch den Obersten Oliverio Russell ersetzt.
Uribes Anweisungen waren breitgefächert: Jedes Schiff unter spanischer Flagge angreifen, festsetzen oder in Brand setzen, die spanischen Besitzungen am Pazifik blockieren und Informationen über die generelle Lage in Chile und Peru sammeln, soweit sie Land- oder Seestreitkräfte der Königstreuen oder der Unabhängigen betrafen, die Zustimmung der Aufständischen gewinnen und Unterstützung für ihre Taten geben und heimlich Revolutionsschriften verbreiten usw.
Die Nachricht, dass König Ferdinand VII. eine Expeditionsstreitkraft an den Río de la Plata schicken wollte, bewog die argentinische Regierung unter Alvarez Thomas, Brown im Lande zu halten und ihm den Befehl über die Flotte am Río de la Plata zu übertragen. Die Pazifikexpedition wurde an seiner statt in die Hände von seinem Bruder Miguel gelegt.
Ende 1815 machte sich die Flotte von vier Schiffen (neben den Fregatten Constitución und Hércules noch die Briggs Trinidad und Halcón) schließlich auf den Weg in den Südatlantik und erreichte Kap Hoorn, wo sie auf sehr widriges Wetter (Sturm, Niederschläge und Nebel) traf. 
Browns Abteilung hatte große Schwierigkeiten, nach Kap Hoorn zu wenden und wurde weit nach Süden (bis 65° Süd) getragen. Dort fand er sich bei klarer Sicht, heiterem Wetter und eisfreiem Meer, was Brown als Zeichen nahm, dass Land nahe sein müsse. Brown hatte die Südshetlandinseln hinter sich gelassen und war bis in die Bellingshausen-See getrieben worden. Von dort durchfuhr er die Magellanstraße und erreichte den Pazifik; auf der Isla de la Mocha vereinigte er sich mit Hipólito Bouchard, dem Kommandanten der Halcón. Gemeinsam unternahmen sie daraufhin ihre Kaperfahrt in den Pazifik.
Auch die Constitución wurde in antarktische Gewässer getragen, doch ihre schwere Fracht (sie war vollbeladen mit Waffen und Munition für die bevorstehenden Kämpfe) ließ sie wohl mit der gesamten Besatzung, darunter Uribe, untergehen. Das Schicksal und die exakte Untergangsposition (im Bereich der Südshetlandinseln) sind ebenso wenig bekannt wie das genaue Datum ihres Untergangs.